# رانکو هانایی
رانکو هانایی (انگلیسی: Ranko Hanai; ۱۵ ژوئیهٔ ۱۹۱۸ – ۲۱ مهٔ ۱۹۶۱) بازیگر اهل ژاپن بود.
از فیلم‌ها یا برنامه‌های تلویزیونی که وی در آن نقش داشته‌است می‌توان به سانشیرو سوگاتا، ضیافت، نامه عاشقانه، و سبوی میلیون ریویی اشاره کرد.